# Hess Corporation
A  Hess Corporation  é uma empresa petrolífera dos EUA. Era originalmente denominada Amerada Hess, tendo mudado seu nome em 8 de maio de 2006.
1. 1 2 3  «Hess Corporation 2017 Annual Report (Form 10-K)». sec.gov. Comissão de Títulos e Câmbio dos Estados Unidos. Fevereiro de 2018